# 王源兴
王源兴（1910年—1974年），男，福建龙岩人，印尼归国华侨，中华人民共和国政治人物。曾任北京市政协副主席，中华全国归国华侨联合会副主席，第二届全国政协委员，第二、三届全国人大代表。